# Барна (Ирландия)
Барна (англ. Barna; ирл. Bearna, Бярна) — пригород в Ирландии, находится в графстве Голуэй (провинция Коннахт).
Население — 15 816 человек (по переписи 2006 года). При этом, население внутри городской черты (legal area) было 12 792, население пригородов (environs) — 3 024.